# Bengt Hambraeus
Bengt Hambraeus (* 29. Januar 1928 in Stockholm; † 21. September 2000 in Apple Hill, North Glengarry, Ontario, Kanada) war ein schwedischer Komponist, Organist und Musikwissenschaftler.

## Leben
Hambraeus studierte von 1944 bis 1948 Orgel bei Alf Linder und von 1947 bis 1956 in Uppsala Musikwissenschaft bei Carl-Allan Moberg. Daneben vervollkommnete er seine Orgelausbildung bei Ernst Karl Rößler in Deutschland (1949–52) und studierte bei den Darmstädter Ferienkursen Komposition bei Olivier Messiaen (1951–55).
Von 1957 bis 1972 arbeitete Hambraeus für den schwedischen Rundfunk, zunächst als Programmproduzent, ab 1964 als Leiter der Abteilung für Kammermusik und ab 1968 als Produktionsleiter. 1972 ließ er sich in Kanada nieder, wo er an der Musikfakultät der McGill University bis zu seiner Emeritierung 1995 unterrichtete.
Im Mittelpunkt von Hambraeus' kompositorischem Schaffen stand die Orgel; daneben komponierte er aber auch mehrere Bühnen- und Orchesterwerke, Stücke in kammermusikalischer Besetzung und Werke für elektroakustische Instrumente. Er war in Schweden ein Pionier der elektronischen Musik. Sein Stück Doppelrohr II (1955) zählte zu den ersten skandinavischen Werken dieser Art, und seine Komposition Constellations I (1958) beeinflusste Ligetis Volumina (1962). Er wurde 1993 mit dem Neeme-Järvi-Preis der Universität Göteborg und 1995 mit dem Hilding-Rosenberg-Preis ausgezeichnet. 1986 erhielt er die höchste schwedische Auszeichnung für Künstler, die königliche Medaille Litteris et Artibus.
Hambraeus veröffentlichte eine Reihe musikwissenschaftlicher Publikationen, unter anderem über die Orgelmusik Buxtehudes. 1997 erschien Aspects of Twentieth-century Performance Practice: Memories and Reflections.

## Werke
- Toccata für Klavier, 1947–49
- Concerto for organ and harpsichord, 1947–51
- Koralförspel für Orgel, 1948
- Toccata pro tempore pentecostes für Orgel, 1948
- Music for ancient strings, 1948
- Konsert för orgel och stråkorkester, 1948
- Cantigas de Santa Maria für Sopran, Alt, Bariton und drei Instrumente, 1949
- Kleine Musik für Oboe, Streicher und Pauke, 1949
- Musique pour trompette, violon et piano, 1949
- Introitus et Tritychon für Orgel, 1949
- Stringquartet nr.2, 1949
- Cantigas de Santa Maria für gemischten Chor und Orgel, 1950
- Recitativ och Koral für Violine und Klavier, 1950
- Musik för orgel, 1950
- Recitativ och Koral für Violine, Streicher und Klavier, 1950
- Triptychon für gemischten Chor, 1950
- Kammarmusik för 6 instrumenter, 1950
- Cantata pro defunctis für Bariton und Orgel, 1951
- Liturgia pro organo, 1951–52
- Diptychon (Tabu-Mana), zwei rituelle Tänze für Flöte, Oboe, Viola, Celesta und Cembalo, 1951–52
- Giuoco del Cambio für Flöte, Englischhorn, Bassklarinette, Vibraphon, Cembalo, Klavier und Schlagzeug, 1952–54
- Spectrogram für Sopran, Flöte, Vibraphon und Schlagzeug, 1953
- Antiphonies en rondes für Sopran und Orchester, 1953
- Permutations and hymn für Orgel, 1953
- Gacelas y casidas de F. García Lorca für Tenor, Flöte, Englischhorn, Bassklarinette, Vibraphon, Glocken und Schlagzeug, 1953
- Psalmus CXXII für Sopran und Orgel, 1953
- Crystal sequence für Sopranchor, zwei Trompeten, Vibraphon, Glocken, Perkussion und zwölf Violinen, 1954
- Cercles für Klavier, 1955
- Komposition för Studio II für Vibraphon, Glocken, Schlagzeug, Klavier, Cembalo und Orgel, 1955
- Doppelrohr II für Tonband, 1955
- Fresque sonore für Tonband, 1956–57
- Rota für drei Orchestergruppen und Tonband, 1956–63
- Constellations I für Orgel, 1958
- Introduzione - Sequenze - Coda für drei Flöten, sechs Perkussionisten und zwei Verstärker, 1958–59
- Visioner över en svensk folkvisa für Tonband, 1959
- Segnali per 7 strumenti a corda, 1959–60
- Mikrogram Sieben Aphorismen für Altflöte, Viola und Vibraphon, 1961
- Notazioni per clavicembalo ed altri strumenti, 1961
- Othello: Skådespelmusik, 1961
- Interferenzen für Orgel, 1961–62
- Bäckaskog: Skådespelmusik för röster och instrument, 1962
- Sergeant Musgraves dans: Skådespelmusik für Trompete, Posaune und Schlagzeug, 1962
- Transfiguration per orchestra, 1962–63
- Notturno da vecchi strumenti, 1963
- Rota II für Tonband, 1963
- Transit II für Horn, Posaune, elektrische Gitarre und Klavier, 1963
- Invenzione 1 (Quartetto III), Streichquartett, 1964
- Responsorier für gemischten Chor, Tenor, Kirchenglocken und zwei Orgeln, 1964
- Tetragon für Tonband, 1965
- Tre Hopi-sånger für Chor, Xylophon und drei Tomtoms, 1965
- Praeludium, Kyrie, Sanctus für zwei Orgeln, Solosänger, zwei Chöre und Kirchenglocken, 1966
- Tre pezzi per organo, 1966–67
- Motetum archangeli Michaelis per chorum mixtum et organum, 1967
- Invenzione für zwei Klaviere, 1967–68
- Invenzione 2 für Klavier, 1968
- Klockspel für Klavier, 1968
- Experiment X: Churchopera für Solisten, Orchester und Tonband, 1968–69
- Rencontres pour orchestre, 1968–71
- Nebulosa für Orgel, 1969
- Nonsens für gemischten Chor, 1970
- Se människan: Churchopera, 1970
- Pianissimo in due tempi per 20 archi, 1970–72
- Invocation, 1971
- Carillon (Le récital oublié) für zwei Klavier, 1972–74
- Toccata: Monumentum per Max Reger pro organo, 1973
- Ricercare per organo, 1974
- Tides für Tonband, 1974
- Continuo - a partire da Pachelbel für Orgel und Orchester, 1974–75
- Icons für Orgel, 1974–75
- Advent (Veni Redemptor Gentium) für Orgel, vier Trompeten, vier Posaunen und Schlagzeug, 1975
- Extempore für Orgel, 1975
- Ricordanza per orchestra, 1975–76
- Intrada: calls für Tonband, 1976
- Jeu de cinq für Flöte, Oboe, Klarinette, Horn und Fagott, 1976
- Tornado für Tonband, 1976
- Antiphonie: Cathedral Music für Orgel, 1977
- Parade für Bläser und Schlagzeug, 1977
- Constellations IV für Orgel und Schlagzeug, 1978
- Sagan: A radioopera in 10 scenes, 1978–79
- Inductio für Sopran, Alt, gemischten Chor, drei Trompeten und drei Posaunen, 1979
- Relief - haut et bas für zwei Flöten, drei Hörner, Posaune, zwei Schlagzeuge und zwei Kontrabässe, 1979
- Strata für zwei Oboen, zwei Klarinetten, zwei Bassetthörner, zwei Fagotte und vier Hörner, 1979–80
- Capriccio I per clavicembalo, 1980
- Livre d'orgue, 1981
- Voluntary on a Swedish hymn tune from Dalecarlia für Orgel, 1981
- Alpha - Omega für gemischten Chor und Orgel, 1982
- Constellations V für Orgel, gemischten Chor und zwei verstärkte Solosoprane, 1982–83
- Sheng für Oboe und Orgel, 1983
- That Harmony für fünf Kornette, Flügelhorn, drei Hörner, drei Posaunen, Euphonium, zwei Tubas und Schlagzeug, 1983
- La passacaille errante - autour Haendel 1985 für Orgel, 1984
- Monologo per flauto solo, 1984
- Quodlibet re BACH für Orchester, 1984
- Tre intermezzi per pianoforte, 1984
- Pedalexercitium für Orgel, 1985
- Trio sonata für Akkordeon, Posaune und präpariertes Klavier, 1985
- Variations sur un theme de Gilles Vigneault für Orgel, 1985
- Symphonia sacra in tempore passionis, 1986
- Three dances für Akkordeon und Schlagzeug, 1986
- Vortex per due pianoforti, 1986
- Mirrors für Tonband, 1987
- Apocalipsis cum figuris secundum Dürer 1498 für Bass, gemischten Chor und Orgel, 1987
- Canvas (meta-music) with mirrors für Orgel und Tonband, 1987
- Five psalms für gemischten Chor, 1987
- Après-Sheng für Orgel, 1988
- Cadenza per organo grande, 1988
- Cinque studi canonici per due flauti, 1988
- Dos recercadas para guitarra y violoncelo, 1988
- Echoes of loneliness: four choirs, 1988
- Night-Music für Gitarre und Schlagzeug, 1988
- Litanies pour orchestre, 1988–89
- Nazdar M.J. für elf Blasinstrumente und Schlagzeug, 1989
- Nocturnals: Incantation, Figures fugitives, Choros, 1989
- Tiento para oboe y tres tomtoms, 1989
- Loitsu: Incantation für Sopran und Klavier, 1991
- Rondeau für Gitarre, 1991
- Concert for piano and orchestra, 1992
- Missa pro organo: in memoriam Olivier Messiaen, 1992
- St. Michael's liturgy, 1992
- Meteoros für Orgel, 1993
- Organum Sancti Jacobi, 1993
- Songs of the mountain, the moon and television für Chor und Orchester, 1993
- Due rapsodie für Klavier, 1994
- Triptyque pour orgue avec MIDI, 1994
- Sonate per cinque für Flöte, Klarinette, Violine, Cello und Klavier, 1994–95
- A solis ortus cardine : variations sur une hymne de noël du Ve siècle für Orgel, 1995
- Concentio für Bläserensemble und Schlagzeug, 1995
- Concerto per corno principale ed orchestra, 1995–96
- Klavidar, 1996
- Archipel pour 15 musiciens-solistes, 1996–97
- FM 643765 für Orgel, 1997
- Labyrinth: a concerto grosso für fünfzehn Streicher, 1998
- Lukas IV: 23-30 für gemischten Chor, Liturgist und Orgel, 1998
- Riflessioni per organo grande, 1999
- Varianti per liuto, 2000